# 溴二氯甲烷
溴二氯甲烷是一种三卤甲烷，具有分子式：CHBrCl2.
该化合物曾经用于阻燃剂，脂肪和蜡的溶剂。现在只用于有机化学中间体或试剂。